# Apostolstwo Chorych (wspólnota)
Apostolstwo Chorych – katolicka wspólnota modlitewna związana z przeżywaniem choroby i cierpienia.
Apostolstwo Chorych powstało 1 listopada 1925 w holenderskim Bloemendaal (diecezja Haarlemu-Amsterdamu). Jego założycielem był ksiądz Wawrzyniec Willenborg. W kolejnych dziesięcioleciach rozprzestrzeniło swoją działalność na większość państw Europy. Polska wspólnota została założona w 1929 przez księdza Michała Rękasa. Z czasem postępował regres organizacji i jej działalność zanikła w większości krajów (w Polsce działa do dziś).
Podstawą duchowości wspólnoty jest ofiarowanie cierpień jej członków za zbawienie świata – "niesienie krzyża wraz z Chrystusem". Celem nie jest rezygnacja ze współpracy z medycyną, czy psychologią, ale odkrywanie sensu cierpienia i przeżywanie go w łączności z Chrystusem. Wszyscy chorzy Apostolatu jednoczą się duchowo od 12:00 do 15:00, aby wzajemnie ofiarować swoje cierpienia w intencjach i cichych pragnieniach. 
Warunkami uczestnictwa we wspólnocie są: silna wola i zdecydowana decyzja przyjęcia cierpienia z ręki Boga, znoszenie cierpień zgodnie z wolą Bożą, po chrześcijańsku, w duchu Chrystusa, a także złożenie ich w ofierze Bogu. 